# Los Beverly de Peralvillo
Los Beverly de Peralvillo fue una serie de televisión mexicana de comedia de situación emitida originalmente entre 1969 y 1973, y protagonizada por Leonorilda Ochoa, Arturo Castro «Bigotón» y Guillermo Rivas «El Borras», con las actuaciones estelares de César González, Eduardo Lugo y Mari Fer, y la participación de los primeros actores Amparito Arozamena, Raúl Padilla «Chóforo», Jorge Ortiz de Pinedo y Sergio Ramos «El Comanche».

## Reparto
- Arturo Castro como El Bigotón.
- Guillermo Rivas como El Borras.
- Leonorilda Ochoa como La Pecas.
- Amparo Arozamena como Doña Chole.
- Sergio Ramos como El Comanche.
- César González como El Abuelo.
- Eduardo Lugo como No Eres Nada.
- Mari Fer como La Gordis.
- Raúl Padilla «Chóforo»
- Jorge Ortiz de Pinedo
- German Valdés «Tin-Tan»
- Xavier López «Chabelo»
- Carlos Villagrán «Pirolo»
- Jorge Zamora "Zamorita"
- Joaquín García «Borolas»
- Roberto «El Flaco» Guzmán
- Mario García "Harapos"
- Nathanael León "Frankestein"
- Armando Meyer